# Andrena discors
Andrena discors là một loài Hymenoptera trong họ Andrenidae. Loài này được Erichson mô tả khoa học năm 1841.